# Macarani
Macarani là một đô thị thuộc bang Bahia, Brasil. Đô thị này có diện tích 1371,657 km², dân số năm 2007 là 14986 người, mật độ 10,9 người/km².